# Лизиновское сельское поселение
Лизиновское сельское поселение — муниципальное образование в Россошанском районе Воронежской области.
Административный центр — село Лизиновка.

## Административное деление
В состав поселения входят 8 населенных пунктов:
- село Лизиновка
- хутор Артемово
- хутор Владимировка
- село Екатериновка
- хутор Копани
- хутор Ростовец
- хутор Чагари
- хутор Чернышовка